# هلی تاد
هَلی تاد (انگلیسی: Hallie Todd؛ زادهٔ ۷ ژانویهٔ ۱۹۶۲) یک هنرپیشه و نویسنده اهل ایالات متحده آمریکا است.
از فیلم‌ها یا مجموعه‌های تلویزیونی که وی در آن‌ها نقش داشته‌است می‌توان به دنیای مالکوم، سریال لیزی مک‌گوایر و فیلم لیزی مک‌گوایر اشاره نمود.